# Ribèra de Rius
El Ribèra de Rius és un riu de muntanya que neix a la capçalera de la vall de Rius, per filtracions del Lac de Rius, a una altitud de 2.325 metres. El curs del riu discorre per la vall de Rius fins que el riu Rencules hi desaigua per la dreta a una altitud de 1.350 metres; la confluència dels dos rius forma el riu de Valarties, tributari del Garona.
El seu recorregut està dintre del terme municipal de Naut Aran, a la comarca de la vall d'Aran, i està inclòs a la zona perifèrica del Parc Nacional d'Aigüestortes i Estany de Sant Maurici.
Part de l'aigua del riu es derivada cap el embassament d'Aiguamòg en el Barratge deth Ressec, situat a una altura de 1.460 metres. Aquesta aigua, juntament amb d'altres orígens, propulsa la central d'Arties.